# Скандали свързани с подслушване (2011)
Скандалите с подслушването са серия от политически скандали разтърсили България през 2011 година.
В началото на месец януари 2011 г. медии, свързани с Алексей Петров, огласяват серия от записи на телефонни разговори, проведени и от Бойко Борисов, директора на Агенция „Митници“ Ваньо Танов и министъра на финансите Симеон Дянков. В тях Бойко Борисов нарежда на Ваньо Танов да прекрати митническа проверка срещу предприятие, произвеждащо бирата „Леденика“. Въпреки че автентичността на записите не е потвърдена, те предизвикват скандал в общественото пространство. Изготвена от Националния институт по криминалистика и криминология към МВР и поръчана от прокуратурата експертиза, публикувана от в-к „Труд“, установява, че записите са презапис. Основен проблем при доказването на автентичността е липсата на оригиналните записи, които са унищожени. Поръчани са и други експертизи от прокуратурата. На 10 февруари 2011 прокуратурата съобщава за изготвено междинно заключение от 88 страници от хабилитирани лица от БАН. Междинното заключение е засекретено и не е публикувано в цялост, а е предоставено резюме, в което като основни изводи на заключението са посочени, че записите са от законно използвани СРС, но манипулирани чрез прилагането на шест различни технически способа със силно увеличен шум и висок общ фонов шум, позволяващ да се закрият пропадания на звукове, дори и в средата на думите. Поради унищожаване на оригиналите не може да се потвърди автентичността и не е ясно дали съдържанието им е променяно. На хартиен носител е предоставен чрез в-к „Галерия“ запис на телефонен разговор на Менда Стоянова, който не е потвърден с магнитен носител. Твърди се че носителят е бил в откраднатия автомобил на политика Яне Янев от РЗС.
Заради скандала, на 19 януари 2011 година министър-председателят Бойко Борисов инициира гласуване на вот на доверие на правителството в Народното събрание. На следващия ден Народното събрание гласува вота, като депутатите дават подкрепата си на правителството „за цялостната му политика“. „За“ вота гласуват 140 депутати, „Против“ - 60 депутати от БСП и ДПС, а „Въздържал се“ - 14 депутати от Синята коалиция.. (Това е третият вот на доверие в историята на Република България, искан от управляващ министър-председател.) В изказване пред Народното събрание Бойко Борисов заявява: „Освен вот на доверие още днес щях да искам предсрочни парламентарни избори, ако не бяха предстоящите след пет-шест месеца избори за президент и местна власт.“
Междувремнно подкомисията по използване на СРС в Народното събрание извършва проучване на случая. Заключението на подкомисията е представено в доклад, цитиран от в-к „Сега“. Докладът установява порочни практики при използване на специални разузнавателни средства, включващи липса на контрол, неправомерно използване от органите на МВР и ДАНС, предпоставки за използването на информацията за политически цели и др. Подкомисията предлага „да се обсъди възможността специализираната структура за прилагане на СРС да премине към Министерството на правосъдието“, както и „да се регламентират процедурите за по-стриктен контрол по искане и даване на разрешение за прилагане на СРС и да се преустанови практиката за формално прилагане на закона. Чрез текущ контрол от страна на прокурора и последващ контрол от страна на съдията, дал разрешението, да се осигури законност“.